# Svante Stensson Sture

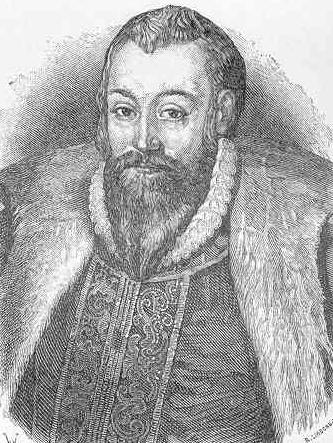
Svante Sture der Jüngere

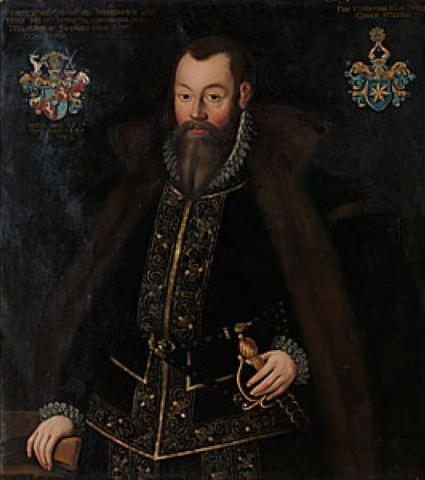
Svante Sture um 1550, Porträt von Domenicus Verwilt

Svante Stensson Sture, auch Svante Sture der Jüngere (schwedisch Svante Sture den yngre; * 1. Mai 1517 auf der Burg Tre Kronor; † 24. Mai 1567 auf Schloss Uppsala) war ein schwedischer Staatsmann.

## Leben

### Herkunft und Familie
Svante der Jüngere stammte aus dem mächtigen schwedischen Geschlecht Natt och Dag. Seine Eltern waren der Reichsverweser Sten Svantesson Sture (1493–1520) und Christina Nilsdotter Gyllenstierna († 1559). Aus der zweiten Ehe seiner Mutter mit Johan Turesson Tre Rosor († 1559) hatte er einen Halbbruder Gustav Johanson Tre Rosor (* 1531; † 3. April 1566). Über seine Mutter stand er in unmittelbarer verwandtschaftlicher Nähe zur Königsfamilie Wasa.
Er vermählte sich 1538 auf Schloss Nyköping mit Märta Eriksdotter Leijonhufvud (1520–1584). Diese war die jüngere Schwester von Margareta Eriksdotter Leijonhufvud, der zweiten Frau von König Gustav I. Wasa. Aus der Ehe gingen 15 Kinder hervor, von denen sechs sehr früh verstarben.

### Werdegang
Nachdem sein Vater dem Stockholmer Blutbad zu Opfer gefallen war, wurde seine Mutter mit seinen Schwestern nach Kopenhagen ins Gefängnis gebracht, wo die Schwestern vermutlich alle als Kleinkinder starben. Svante und sein älterer Bruder Nils († 1527) wurden mit der Großmutter Sigrid Eskilsdatter Banér († 1527) nach Kalundborg gebracht. Nach der Freilassung der Familie 1524 kehrte Svante als einziger nicht nach Schweden zurück, sondern absolvierte eine Ausbildung in Dänemark und Deutschland. Während der dänischen Grafenfehde wurde er 1534 vom lübischen Söldnerführer Marx Meyer in Mölln als Geisel genommen. Jürgen Wullenwever beabsichtigte Gustav Wasa abzusetzen und an seiner Stelle den jungen Sture als schwedischen König einzusetzen. Sture verweigerte sich jedoch diesem Ansinnen. Nach mehrwöchiger Gefangenschaft wurde er entlassen und kehrte an den Hof von Herzog Magnus ins Herzogtum Sachsen-Lauenburg zurück. Nach seiner Rückkehr nach Schweden wurde er 1537 Hauptmann (schwedisch hövidsman) auf Schloss Stegeborg und 1538 über die Stadt Söderköping und war im selben Jahr mit Militärinspektionen in Östergötland beauftragt.
Er wurde 1543 Hauptmann über Schloss Läckö und die zugehörigen Ländereien. Er war 1544 Reichsrat und gehörte seit den 1550er Jahren zu den schwedischen Rittern, während seine Frau und seine Mutter als Erzieherinnen der königlichen Kinder nach dem Tod der Königin großen Einfluss bei Hof gewannen. 1556 soll er Oberbefehlshaber der Truppen in Finnland gewesen sein. Er war 1559 Geheimrat von König Gustav Wasa und wurde im selben Jahr Lagman in Småland. Um 1560/1561 avancierte er zum Reichsmarschall. Am 29. Juni 1561 wurde er in den Grafenstand erhoben, verbunden mit einer Belehnung über umfangreichen Ländereien mit über 50 Einzelgütern. Von 1562 bis 1654 war Sture Generalgouverneur von Livland und Reval. Am Dreikronenkrieg nahm er 1566 teil.
Sture war Graf von Stegeholm und Västervik, Freiherr von Hörningsholm, sowie Herr auf Eksjö, Gäddeholm, Tullgarn und Penningby.

### Tod
Die Sture-Familie besaß traditionell ein höheres Ansehen in Schweden als das Königshaus Wasa. Bereits in den Dalarna-Aufständen gegen Gustav Wasa zu Beginn seiner Regentschaft war Svantes (verstorbener) Bruder Nils als möglicher Gegenkönig instrumentalisiert worden. 1534 hatte Svante Sture selbst sich dem Ansinnen Jürgen Wullenwevers verweigert, ihn im Zusammenhang mit der Grafenfehde anstelle von Gustav Wasa als rechtmäßigen schwedischen König auf den Thron zu bringen.
In den 1560er Jahren kam es zu Konflikten zwischen dem unter Verfolgungswahn leidenden König Erik XIV., Gustav Wasas einzigem Sohn aus erster Ehe, und dem schwedischen Adel. Während des Dreikronenkriegs gehörte Stures ältester Sohn Nils Svantesson Sture (1543–1567) im März 1566 zu den letztlich erfolglosen Eroberern der Festung Bohus. Er wurde des Verrats angeklagt, gefoltert und öffentlich gedemütigt. Der König, der keine ehelichen Nachkommen hatte, fürchtete aufgrund eines Horoskops, ein „blonder Mann“, den er als Nils Sture identifizierte, wolle sich des Throns bemächtigen. Nils wurde jedoch freigesprochen und vom König nach Lothringen entsandt, um dort für den König um die Hand von Renata von Lothringen anzuhalten. Zu seiner Verabschiedung trafen sich mehrere, größtenteils mit den Stures verwandte Adlige mit König Eriks Halbbruder Karl in Stockholm.
Im Januar 1567, während Nils Sture sich noch auf seiner Reise befand, sagte ein königlicher Page unter der Folter aus, dass Svante Sture, Per Brahe der Ältere und weitere Adlige versuchten, die königliche Hochzeit zu hintertreiben. Allerdings bezogen sich die Hochzeitspläne des Königs nun nicht mehr auf Renata, sondern auf seine nichtadlige Geliebte Karin Månsdotter. Im Mai 1567 berief der König die Adligen zu einem Reichstag nach Uppsala. Auf dem Weg dorthin wurden Sture, sein Sohn Erik (1546–1567) und mehrere weitere Adlige, die an der Versammlung in Stockholm teilgenommen hatten, durch eine Einladung auf das königliche Schloss Svartsjö gelockt. Dort wurden sie verhaftet und es wurde ihnen der Prozess wegen Hochverrats gemacht. Alle Angeklagten wurden zum Tode verurteilt und nach Uppsala gebracht, wo der Reichsrat die Urteile bestätigen sollte. Nils Svantesson Sture, der rechtzeitig zum Reichstag aus Lothringen zurückkehrte, wurde am 21. Mai ebenfalls gefangen genommen. Die Frauen der Gefangenen baten bei Erik XIV. und seiner Geliebten um Gnade für ihre Männer.
Am 24. Mai besuchte der König selbst die Gefangenen auf Burg Uppsala und stellte ihnen die Freilassung in Aussicht. Er und Svante Sture versprachen einander Versöhnung. Dann jedoch begab sich der König in Nils’ Zelle und ging unvermittelt mit einem Messer auf den jungen Mann los. Entsetzt über seine Handlung verließ Erik XIV. die Burg, gab jedoch unmittelbar nach seinem Aufbruch den Auftrag zur Ermordung von Svante Sture und seinen Söhnen Nils und Erik. Mit diesen starben Abraham Stenbock, ein Bruder von Gustav Wasas noch lebender dritter Frau Katharina Stenbock, und Ivar Ivarsson. Ebenfalls ermordet wurde der aus Frankreich gebührtige, etwa 70-jährige ehemalige Lehrer des Königs, der Reichsrat Dionysius Beurræus, der die Morde verhindern wollte. Sten Banér und Svantes Schwager Sten Leijonhufvud überlebten, weil der König befohlen hatten „Herrn Sten“ zu verschonen. Erst drei Tage nach den Morden gelang es der Königswitwe Katharina Stenbock, in die Burg zu gelangen, wo sie die Leichen ihres Bruders, ihres Onkels und ihrer Cousins fand. Das Ereignis ging als „Sturemorde“ in die schwedische Geschichtsschreibung ein. Svante Sture und seine Söhne wurden am 4. Juli 1567 im Dom zu Uppsala beigesetzt. Die Kleider, die sie bei ihrer Ermordung trugen, bewahrte seine Witwe auf. Sie werden im Dommuseum in Uppsala ausgestellt.

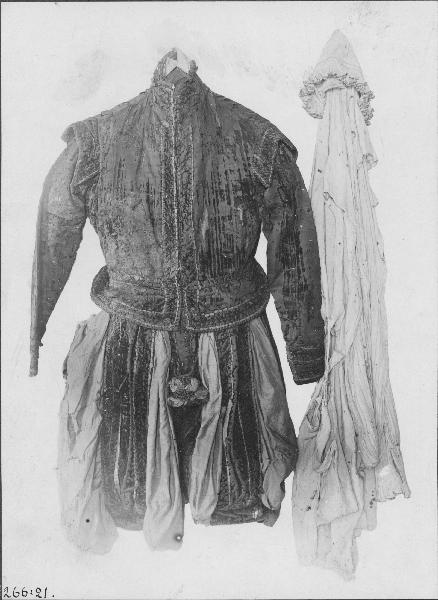
Svante Stures Kleider, in denen er ermordet wurde.

Der Mord an Sture und seinen Söhnen führte zu einer weiteren Entfremdung zwischen Erik XIV. und den Schweden. 1569 wurde er abgesetzt. Der neue König Johann III. gab Stures Witwe, seiner Tante Märta Eriksdotter Leijonhufvud, zusätzlich zu den Ländereien ihres Mannes weiteres Land, so dass sie zu einer der reichsten Grundbesitzerinnen in Schweden wurde. Sie wurde nach ihrem Tod neben ihrem Mann beigesetzt.

## Nachkommen
Aus der Ehe mit Märta Eriksdotter Leijonhufvud stammen folgende Kinder:
1. Sigrid (* 13. Dezember 1538, † 16. März 1613), ⚭ Ture Pedersson Bielke (1514–1577), Eltern von Nils Turesson Bielke
2. Malin (* 9. November 1539, † 1610), ⚭ Erik Gustafsson Stenbock (1538–1602), zu ihren Enkeln gehörten Erik und Gustaf Otto Stenbock
3. Anna (* 29. Januar 1541, † 21. Juni 1595), ⚭ Hogenskild Bielke (1538–1605 (hingerichtet))
4. Sten (* 25. Februar 1542, † 1542)
5. Nils (* 20. Juni 1543, † (ermordet) 24. Mai 1567)
6. Sten (* 4. November 1544, † 7. Juli 1565 in der Seeschlacht von Bornholm)
7. Erik (* 18. Mai 1546, † (ermordet) 24. Mai 1567)
8. Margareta (* 16. November 1547, † 8. Dezember 1617), ⚭ Ture Nilsson Bielke (1548–1600 (hingerichtet))
9. Gustaf (* 20. Dezember 1548, † als Kind)
10. Iliana (* um 1550, † 24. Februar 1556)
11. Mauritz (* 24. November 1552, † 14. März 1592), Graf von Västervik und Herr zu Hörningsholm. Mit seiner Enkelin Anna Margareta Sture (1615–1646) starb das Adelsgeschlecht der Sture aus.
12. Karl (* 13. Dezember 1555, † 24. Januar 1598)
13. Brita (* 11. April 1557, † zu einem unbekannten Zeitpunkt)
14. Iliana (* 24. Dezember 1558, † zu einem unbekannten Zeitpunkt)
15. Kristina (* 22. Dezember 1559, † 4. Januar 1619), ⚭ Gustaf Axelsson Banér (1547–1600 (hingerichtet))

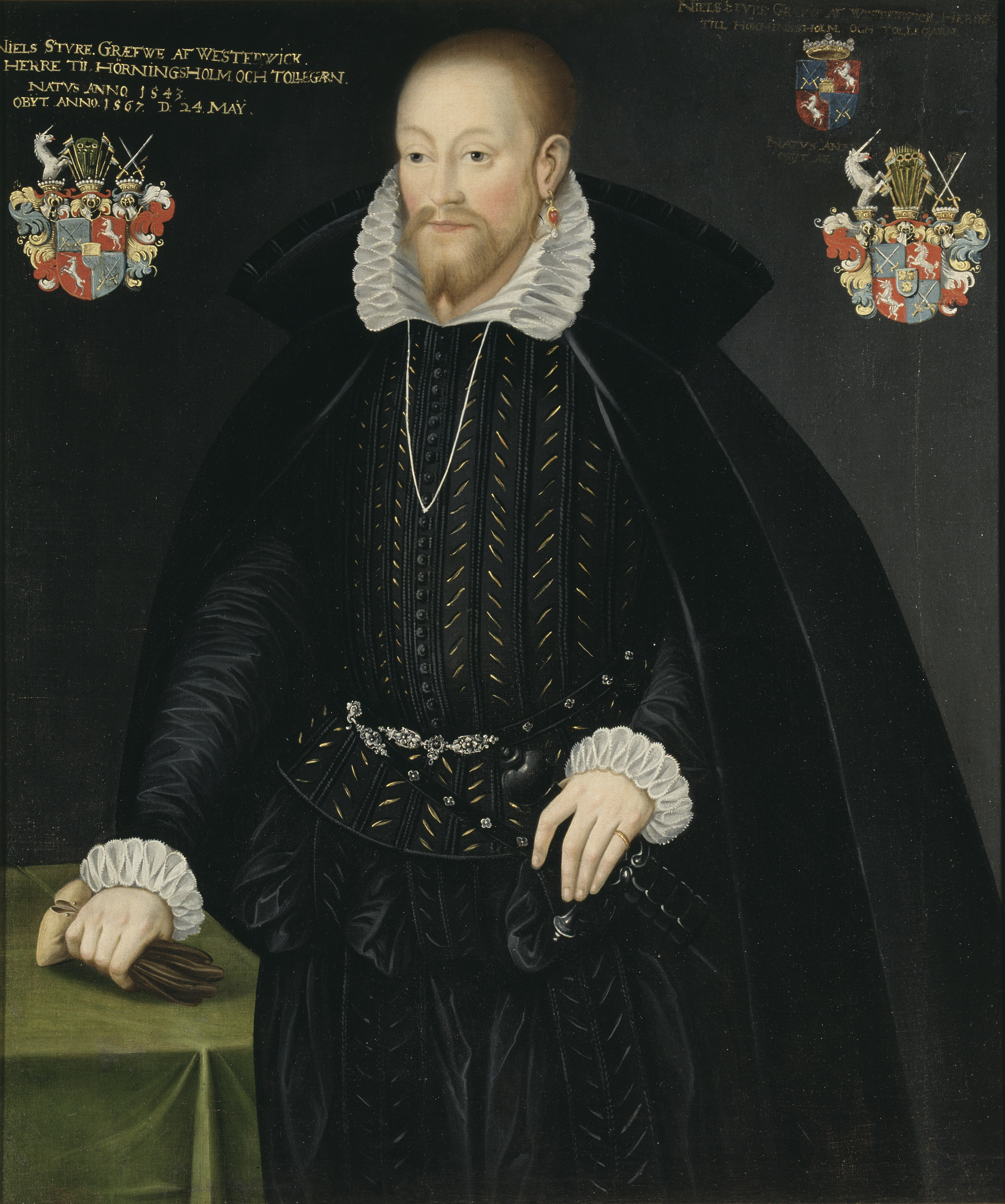
Nils Sture
Erik Sture
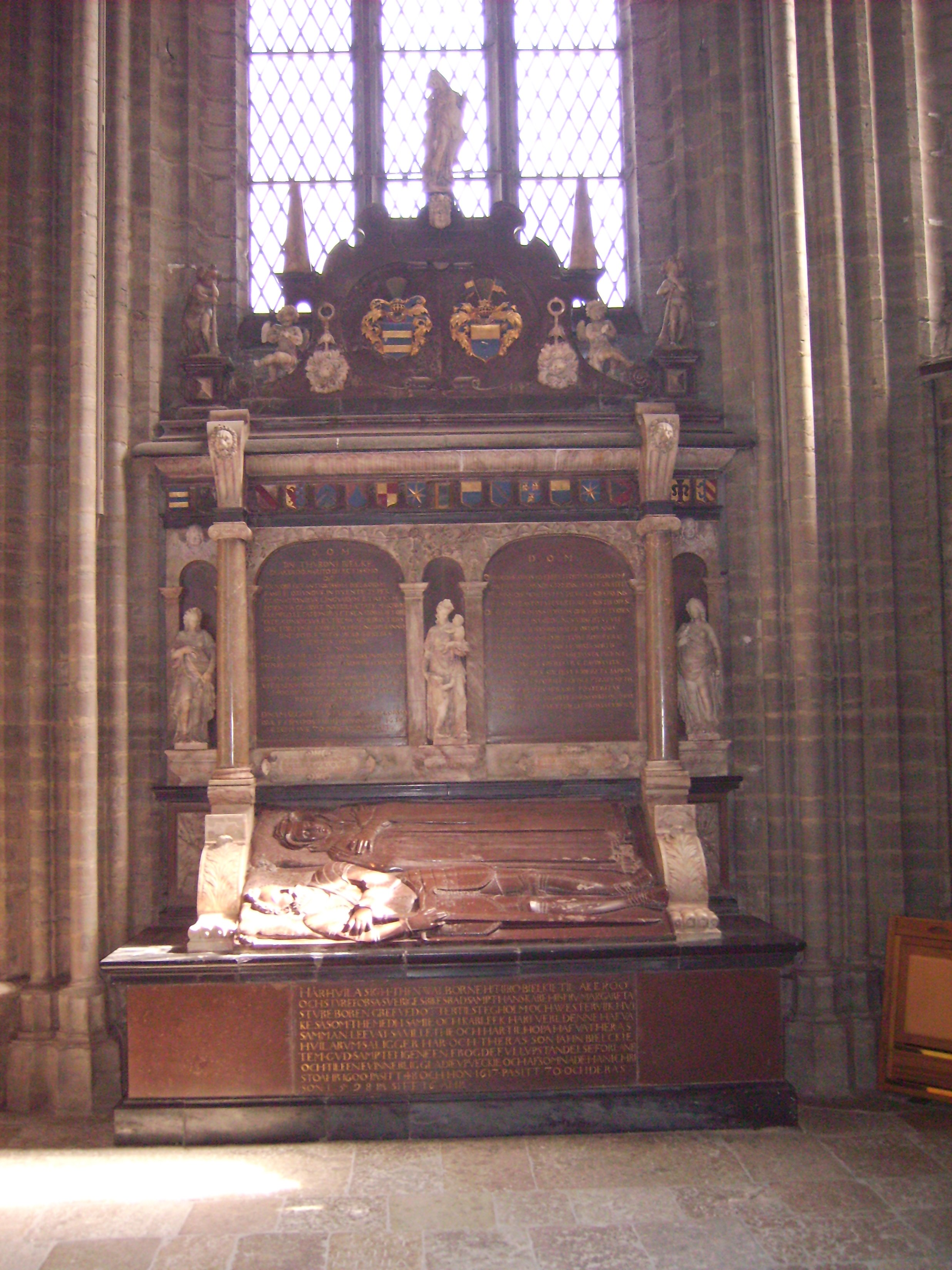
Grabmal von Margareta und ihrem Mann Ture Bielke im Dom zu Linköping
Mauritz Sture
Kristina Sture